# Yoncalla
Yoncalla és una població dels Estats Units a l'estat d'Oregon. Segons el cens del 2000 tenia 1.052 habitants.

## Demografia
Segons el cens del 2000, Yoncalla tenia 1.052 habitants, 409 habitatges, i 287 famílies. La densitat de població era de 665,9 habitants per km².
Dels 409 habitatges en un 32,5% hi vivien nens de menys de 18 anys, en un 54,5% hi vivien parelles casades, en un 11,7% dones solteres, i en un 29,8% no eren unitats familiars. En el 23,5% dels habitatges hi vivien persones soles l'11,2% de les quals corresponia a persones de 65 anys o més que vivien soles. El nombre mitjà de persones vivint en cada habitatge era de 2,56 i el nombre mitjà de persones que vivien en cada família era de 3.
Per edats la població es repartia de la següent manera: un 26,5% tenia menys de 18 anys, un 7,7% entre 18 i 24, un 26% entre 25 i 44, un 23,6% de 45 a 60 i un 16,3% 65 anys o més.
L'edat mediana era de 38 anys. Per cada 100 dones de 18 o més anys hi havia 93,7 homes.
La renda mediana per habitatge era de 26.625$ i la renda mediana per família de 31.250$. Els homes tenien una renda mediana de 26.806$ mentre que les dones 19.412$. La renda per capita de la població era de 13.756$. Aproximadament el 13,3% de les famílies i el 18,3% de la població estaven per davall del llindar de pobresa.

## Poblacions més properes
El següent diagrama mostra les poblacions més properes.